# Meadow Lake Provincial Park
Meadow Lake Provincial Park är en park i Kanada.   Den ligger i provinsen Saskatchewan, i den centrala delen av landet, 2 600 km väster om huvudstaden Ottawa. Meadow Lake Provincial Park ligger 530 meter över havet. Arean är 1 600 kvadratkilometer.
Terrängen runt Meadow Lake Provincial Park är platt. Trakten runt Meadow Lake Provincial Park är nära nog obefolkad, med mindre än två invånare per kvadratkilometer.. Det finns inga samhällen i närheten. 
I omgivningarna runt Meadow Lake Provincial Park växer i huvudsak blandskog.